# 埃默里大學
埃默里大學，或譯艾文理大學、艾默利大學，創校於1836年，為一位於美國喬治亞州亞特蘭大都市地区迪卡尔布县德鲁伊山之私立研究型大學；另設有牛津校區。1836年循道宗主教约翰·埃默里创办埃默里学院（Emory College）为其起源。1915年学院迁到亚特兰大都市地区，改名为埃默里大学。它是乔治亚州第二老的私立高校。
埃默里大學设有多个学院：埃默里文理学院、牛津学院、戈伊苏埃塔商学院、莱尼研究生院、法学院、内尔霍奇森伍德拉夫护理学院、罗琳斯公共卫生学院和康德勒神学院。埃默里大學与佐治亚理工学院一起运行生物医学工程系，该系与中国北京大学在教育和科研方面合作紧密。它和南京大学协作运行亚特兰大的孔子学院。埃默里大學与韩国科学技术院不断加强系际研究伙伴关系。埃默里大學的学生来自美国50个州、6个领土和100多个国家。
埃默里大学以医科见长。埃默里医疗集团是喬治亞州最大的医疗集团系统，由七座大医院组成，其中包括国际知名的埃默里大学医院和埃默里大学医院中城院区。温希普癌症研究所、耶基斯国家灵长类研究中心和其它许多疾病和免疫研究中心也由埃默里大学运行。埃默里大学是国家过敏症和传染病研究所的疟疾病原体互动中心和美国卫生及公共服务部国家埃博拉训练和教育中心的主要组织者。埃默里大学是参加国家过敏症和传染病研究所肺结核研究项目的四所研究单位之一。国家级公共卫生机构国际联盟（International Association of National Public Health Institutes, IANPHI）的總部位在埃默里大学。美國疾病管制與預防中心和美国癌症协会的总部就位于大学校园边上。埃默里大学和卡特中心有伙伴关系。
埃默里大學的学校基金会财产在美国排第16名，在全世界第21富有，根据《美国新闻与世界报道》2017年美國大学排行榜排第20名，综合排名第82名。研究生的数量和本科生的数量基本持平。常年錄取率保持在25%上下。卡內基高校评估把它评为“最高研究活动”。莱顿大学的高校排名里它被称为拥有最高科学成就和引文影响。国家科学基金会把它列为美国研究開發支出第36名高的学术机构。埃默里大學的研究主要由美國聯邦政府，尤其是國立衛生研究院支付。1995年埃默里大學加入美國大學協會。在體育方面，埃默里大学是大學運動聯盟的成員學校之一。

## 历史

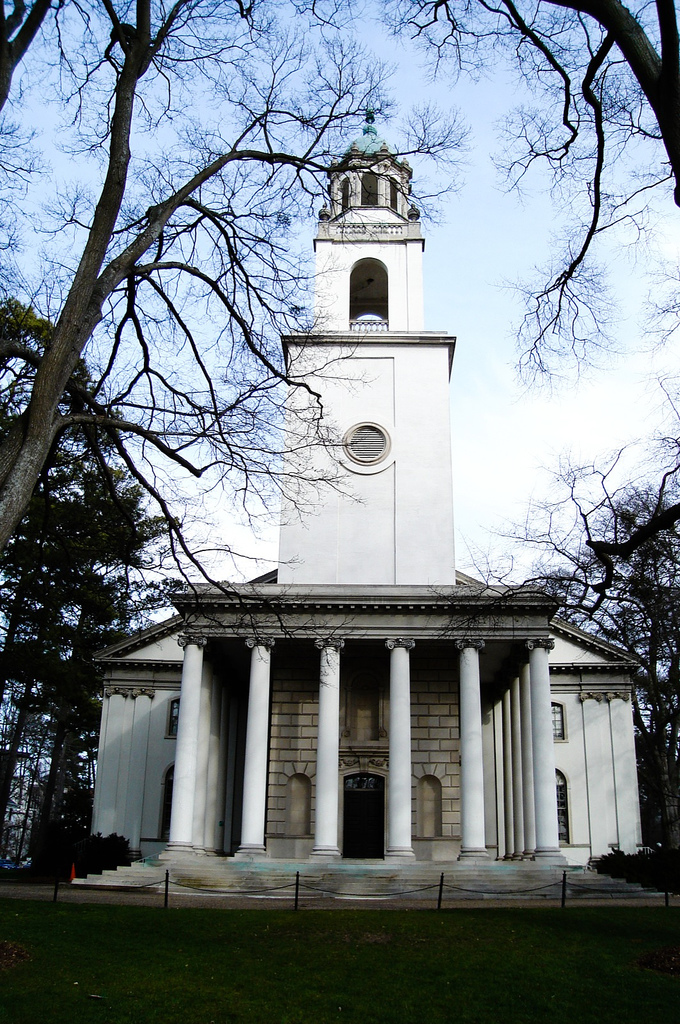
戈兰纪念联合遁道宗教堂

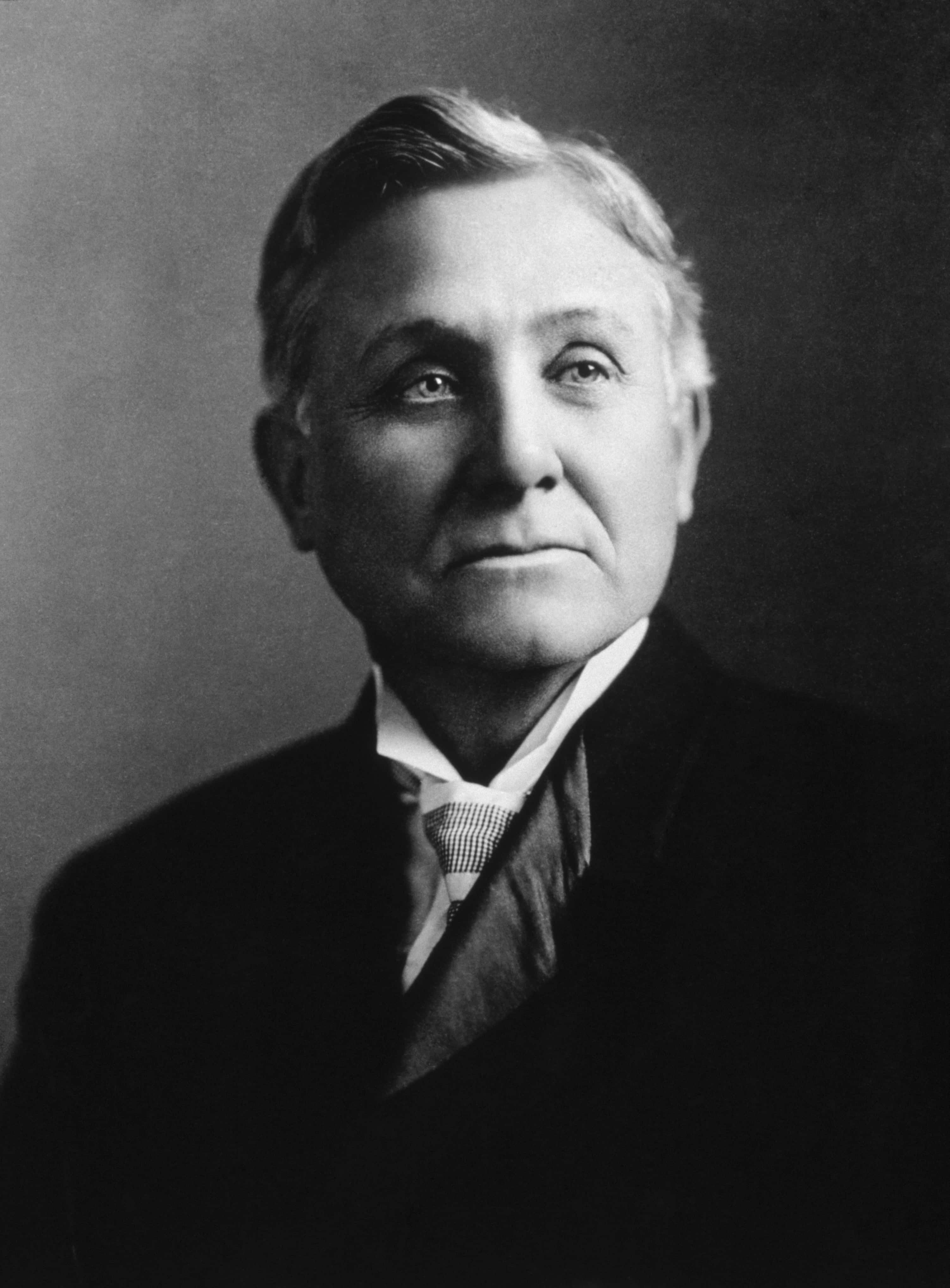
可口可乐公司的创始人阿萨·G·坎德勒赠予埃默里学院一块地让它迁到亚特兰塔都市地区，并改名为埃默里大学

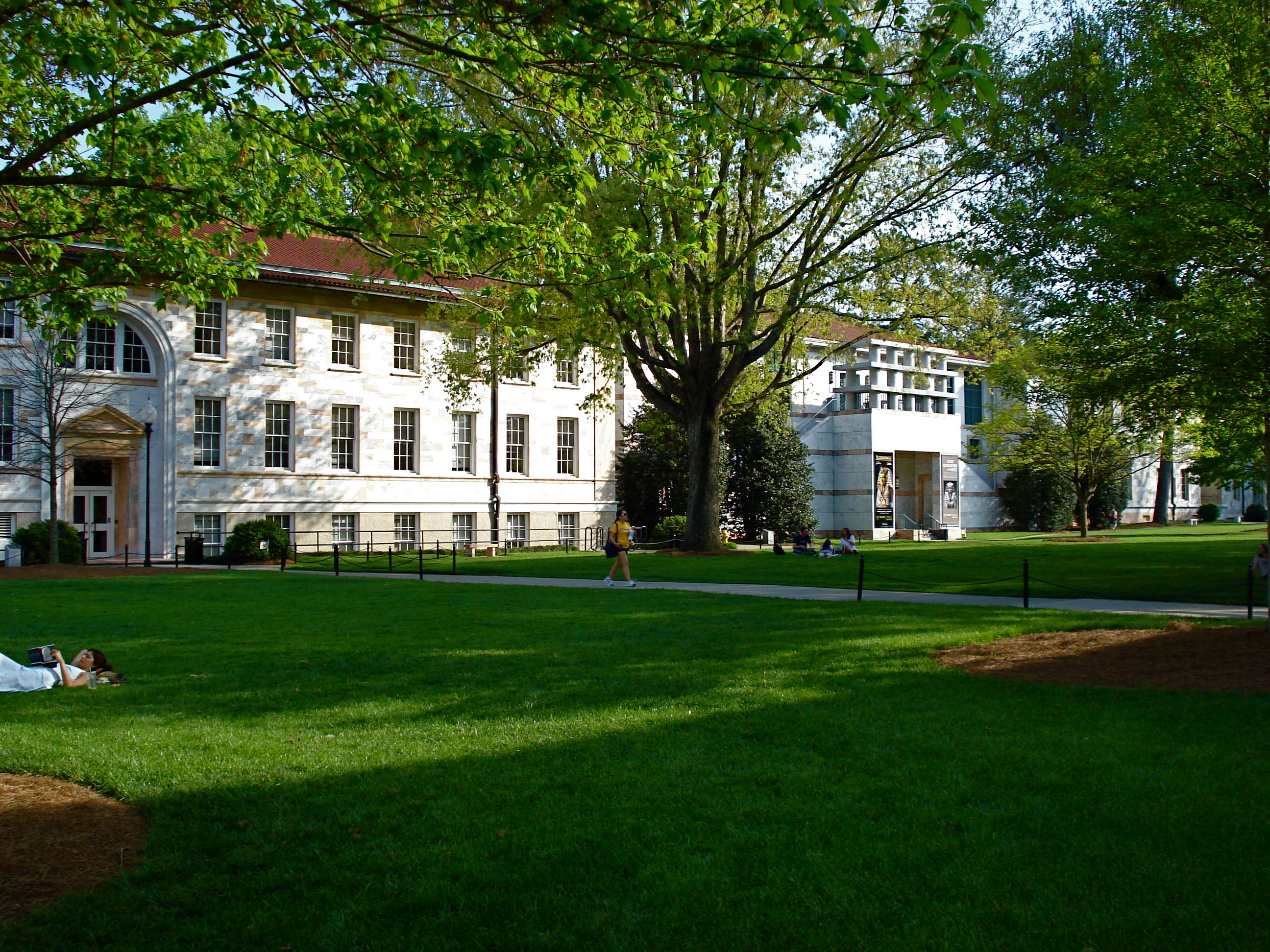
埃默里大學的Emory Quad

### 19世纪
1836年美以美會(衛理公會）在乔治亚州牛津鎮创办埃默里学院。学院的名称纪念已故的主教约翰·埃默里。伊格内修斯·少是它的首任校长。1854年今天埃默里大學医学院的前身亚特兰特医学院成立。1861年4月12日南北战争爆发，同年11月埃默里学院关闭，所有学生被征入南方军队。1863年后半年战火到达乔治亚，学院被用作医院，后来成为联邦军的一个总部。学院培养了许多参战军官，其中包括几乎参加所有东部战场大战役的乔治·安德森将军。35名学院学生在战争里丧生，校园的大部分被战火摧毁。
在美國重建時期里埃默里学院和整个美國東南部一样蒙受经济危境。1880年埃默里学院校长阿提克斯·格林·海伍德在一次演讲里表示赞同废除美國奴隸制度。这次演讲引起了一名纽约银行家的注意。他给埃默里学院捐献了5000美元抵债，50000美元重建校园，75000美元设立一个新的基金。1880年代里在埃默里学院教授数学的埃萨克·霍普金斯教授创办了学院的技术系。1888年霍普金斯成为佐治亚理工学院的首任校长。1893年埃默里大学的首位国际学生尹致昊毕业。尹致昊后来成为一名重要的朝鲜政治人物，大韩民国的国歌《愛國歌》的歌词就是他写的。

### 20世纪
1906年8月16日威斯里纪念医院和护理训练学校成立，后来它被改名为内尔霍奇森伍德拉夫护理学院。1914年康德勒神学院成立。1915年埃默里学院接受可口可乐公司创办人阿萨·G·坎德勒赠予的一块地，迁往亚特兰大都市地区，并重新以埃默里大学成立。1916年埃默里大学法学院成立。从1920年代到1970年代埃默里大学逐渐获得了一个提供良好的医学、法学、商务和自由艺术教育的地方教育机构。

### 第一和第二次世界大战
1917年4月6日美国加入第一次世界大战。埃默里大学组织了一支由医学系和医学毕业生组成的医务队。这支部队被称为埃默里队，43号基地医院。从1918年7月到1919年1月这支医务队在法国卢瓦尔-谢尔省。在第二次世界大战里埃默里队，43号基地医院重新组成并参加北非戰場和在欧洲服务。为表彰埃默里大学在战争里做出的贡献一条在第二次世界大战和朝鲜战争里服役的战舰被授名为埃默里胜利号。
在1940年代里埃默里大学的学生、毕业生和教师在第二次世界大战里在太平洋战场和欧洲战场上服役。鮑比·瓊斯参加诺曼底战役。埃默里大学医学院外科教授阿尔弗雷德·温斯坦在1942年和1945年间是大日本帝国的战俘。他的自传《铁丝网外科医生》极其生动地描述了盟军战俘在日本的生活和战争罪犯渡邊睦裕的恶行。1940年在康德勒神学院毕业的谷本清依靠他在美国上学时建立的联系组织广岛少女重建当地的外科医疗。约翰·赫西在他的《广岛》里描述了他。埃默里大学参加美国海军和美国陆军组织的专门在大学生里征兵和训练军官的项目。康德勒神学院培训随军牧师。在战争期间为每个平民新生大学征募两个军事学生。埃默里大学的毕业生还参加了朝鲜战争、越南战争、海湾战争、南斯拉夫内战和反恐战争。

### 女权和民权运动
1950年代和1960年代里美国的第二波女性主義运动和非裔美國人民權運動深深地影响了埃默里大學的未来。1953年埃默里大學从一个男子学校转变成一个混合学校。在此前虽然在很少情况下埃默里大學也接受过女学生，但是到1953年大学没有政策接受大量女学生，而且她们也无法住校。1959年女生联谊会首次在校园出现。1962年，在民权运动的时期里，埃默里大學决定放弃人种限制，它要求法院宣布乔治亚的法律违反宪法。当时在乔治亚允许混人种学生的私人学校不能获得免税地位。乔治亚最高法院判决埃默里大學有理，埃默里大學正式成为混人种学校。大学的第一位全时非裔美国人是马尔温·阿灵顿，他于1967年在埃默里大學法学院毕业。

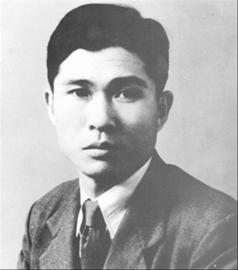
1983年3月30日正在美国政治避难的金大中在埃默里大學演讲人权和民主并获得大学法学院的荣誉博士学位。金大中后来成为韩国第八任总统

在大学第五任校长詹姆斯·雷尼的领导下大学的多样性和学术声誉越来越高。它是美国东南部公开支持人种平等的大学之一，而且雷尼和大学的系和管理人权非常支持人权，反对韩国的军人独裁。1983年3月30日在美国政治避难的金大中在埃默里大學演讲人权和民主并获得大学的法学荣誉博士学位。在六月民主运动里金起了重要作用，从1998年到2003年他成为第八任大韩民国总统。2000年他为他的阳光政策获得诺贝尔和平奖。雷尼后来任美国驻大韩民国大使。2009年1919年设立的埃默里大學专科生院以他命名。
2005年只授予对全球和平做出杰出贡献或者做出杰出文化贡献的人的校长奖章被授予人权运动活动家羅莎·帕克斯。这是埃默里大學授予的最高荣誉。
2014年埃默里大學建校169年人权运动六巨头活动家里唯一还活着的約翰·路易斯演讲并获得大学法学院的荣誉博士学位。2015年法学院获得150万美元匿名捐款设立约翰·李维斯民权和社会公正教授座位。这个教授座位将能够让埃默里大學在全美国寻找一名杰出学者出任教授研究和促进民权研究的。法学院决定募捐另外50万美元来完全支付这个教授座位。

### 扩展和现代化
1979年11月罗伯特·和乔治·伍德拉夫向埃默里大學捐献了1.05亿美元的可口可乐股票，大大改变了大学的历史。这是当时美国史上向任何高等教育机构最高的单项捐额。它大大地改变了此后两个世纪里大学的方向，把它推入美国最好的研究大学之列。

### 21世纪
埃默里大學是美国21世纪里发展最快的研究大学之一。通过它的教师和学生的学术成就、它名列前茅的专业学校、它长期对艺术和科学的奉献、70多个研究最紧迫的社会问题的前茅研究中心使得埃默里大學获得全美的高名誉。埃默里大學加强它与社群的关系，语亚特兰大市区、医院和非盈利组织建立联系。在扩展的同时大学的教室和研究面积也扩大。校园最近的变化包括癌症研究、生物医学研究、科学计算、数学和科学、免疫研究和表演艺术的新建筑。

## 学术

### 本科学校

#### 埃默里艺术和科学学院
埃默里艺术和科学学院提供文学士和理学士本科学位的课程。其学术部门有：非裔美国人研究、非洲研究、美洲研究、古代地中海研究、人类学、艺术史、生物学、化学、古典艺术、比较文学、东亚研究、经济学、英语、环境科学、电影和媒体研究、法语和意大利语研究、德语研究、全球卫生、文化和社会、历史学、人类卫生、犹太研究、拉丁美洲和加勒比海域研究、语言学、数学和计算机科学、中东和南亚研究、音乐、神经科学和行为生物学、哲学、政治科学、心理学、定量理论和方法、宗教、俄语和东亚语言和文化、社会学、西班牙语和葡萄牙语、戏剧和舞蹈以及妇女、性别和性研究。附属中华人民共和国教育部的非盈利机构孔子学院与埃默里艺术和科学学院合作。埃默里-西藏合作始于1998年。
埃默里与喬治亚理工学院合作提供五年制的工程学双学士。埃默里还和喬治亞大學合作提供社会工作学士的双学士学位。

#### 牛津学院
牛津学院授予博雅教育副学士学位。从牛津学院成功毕业的学生直升埃默里艺术和科学学院完成他们的本科学习。其学术部门包括人类学、艺术、生物学、化学、经济学、英语、地质学、历史学、语言学、数学和计算机科学、音乐、政治科学、哲学、心理学、物理和天文学、定量理论和方法、宗教、社会学、戏剧和妇女研究。

### 专科和专业学校

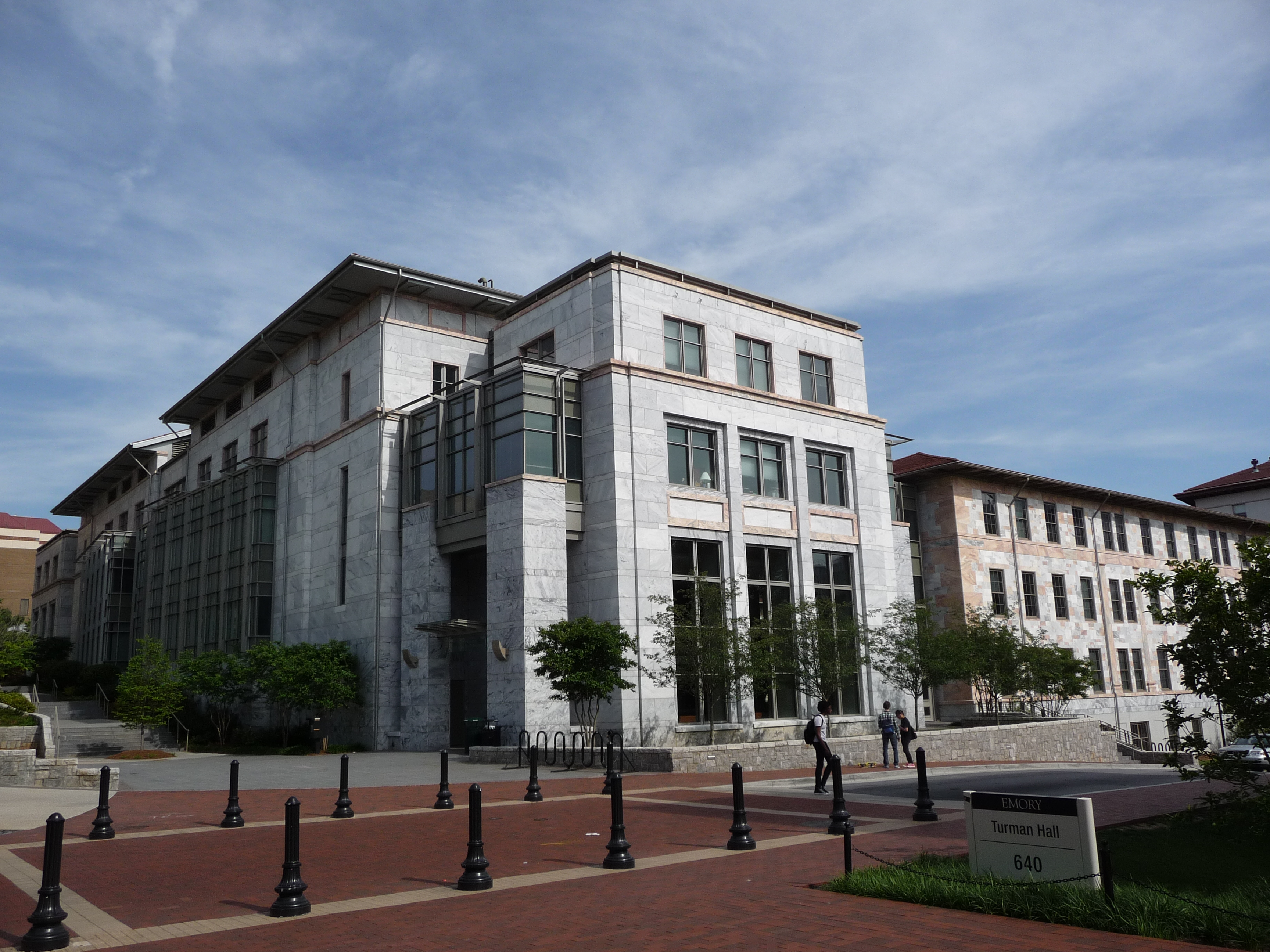
埃默里大學医学院的查理和佩吉·伊宛斯解剖楼

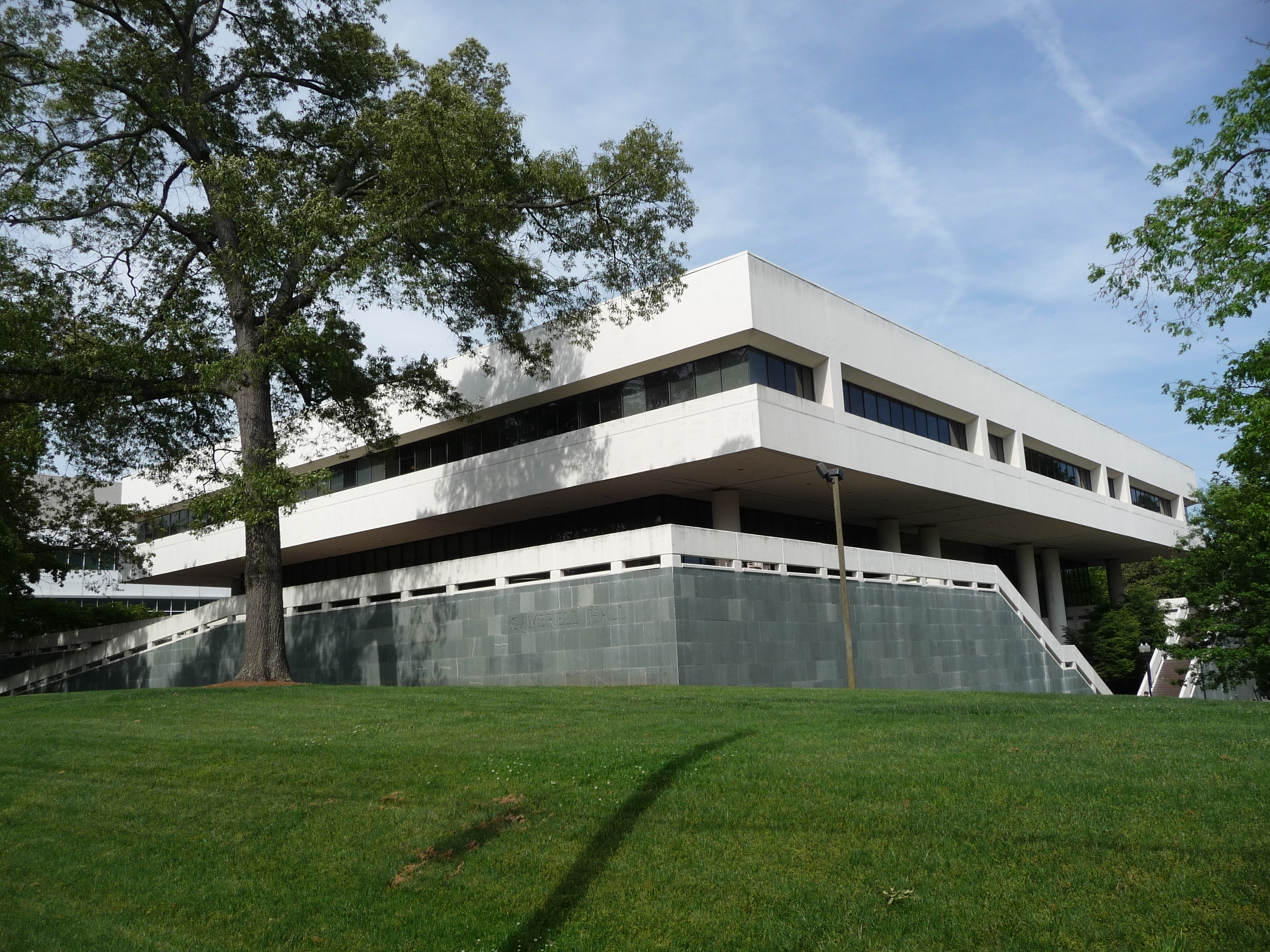
埃默里大學法学院的甘布雷尔大厅

#### 埃默里大學医学院
埃默里大学医学院授予医学士、物理治療學士、医科硕士、人类遗传学和遗传咨询医科硕士、医生助理医学硕士、和医学图像医科学士学位。学术部门包括生物化学、生物医学工程、生物医学信息学、细胞生物学、人类遗传学、微生物学/免疫学、药理学和生理学。临床科学系包括麻醉科、皮肤科、急诊医学、家庭和预防医学、妇科/产科、血液学/医学肿瘤学、神经科、神经手术科、眼科、骨科、耳鼻喉科、病理性、儿科、神经病学和行为科学、放射肿瘤科、放射科、康复医学、外科和泌尿科。

#### 内尔霍奇森伍德拉夫护理学院
内尔霍奇森伍德拉夫护理学院授予护理学士、护理硕士和护理博士学位。

#### 康德勒神学院
康德勒神学院授予神学硕士、宗教领导硕士、宗教和公共生活硕士、神学研究硕士、牧神辅导神学博士和网上授予的牧师博士学位。

#### 埃默里大學法学院
埃默里大學法学院授予法学博士、法学研究硕士、法学硕士和司法学博士学位。

#### 雷尼研究生院
雷尼研究生院授予生物伦理、临床研究、计算机科学和信息学、发展实践、教育研究、电影研究、数学和音乐的文学博士。此外它授予人类学、艺术史、行为和血和健康教育、生物化学、细胞和发展生物学、生物医疗工程、生物统计学、商务、癌生物学、化学、临床心理学、认知和发展（心理学）、比较文学、计算机科学和信息学、经济学、教育研究、英语、环境健康科学、流行病学、法语、遗传学和分子生物学、健康服务研究和卫生政策、历史学、免疫学和分子病理学、伊斯兰文明研究、数学、微生物学和分子遗传学、分子和系统药理学、神经科学和动物行为学（心理学）、护理、营养和卫生科学、哲学、物理学、政治科学、人口生物学、生态和进化论、宗教、社会学、西班牙语和妇女、性别和性研究哲学博士学位。

#### 戈伊苏埃塔商学院
戈伊苏埃塔商学院授予工商管理学士、工商管理硕士、工商管理经理硕士和工商管理哲学博士学位。

#### 罗琳斯公共卫生学院
罗琳斯公共卫生学院授予公共卫生硕士和公共卫生科学硕士学位。学术部門包括行为科学和卫生教育學系、生物统计和生物資訊学系、环境卫生學系、流行病学系、全球卫生學系和卫生政策和管理學系。

### 图书馆

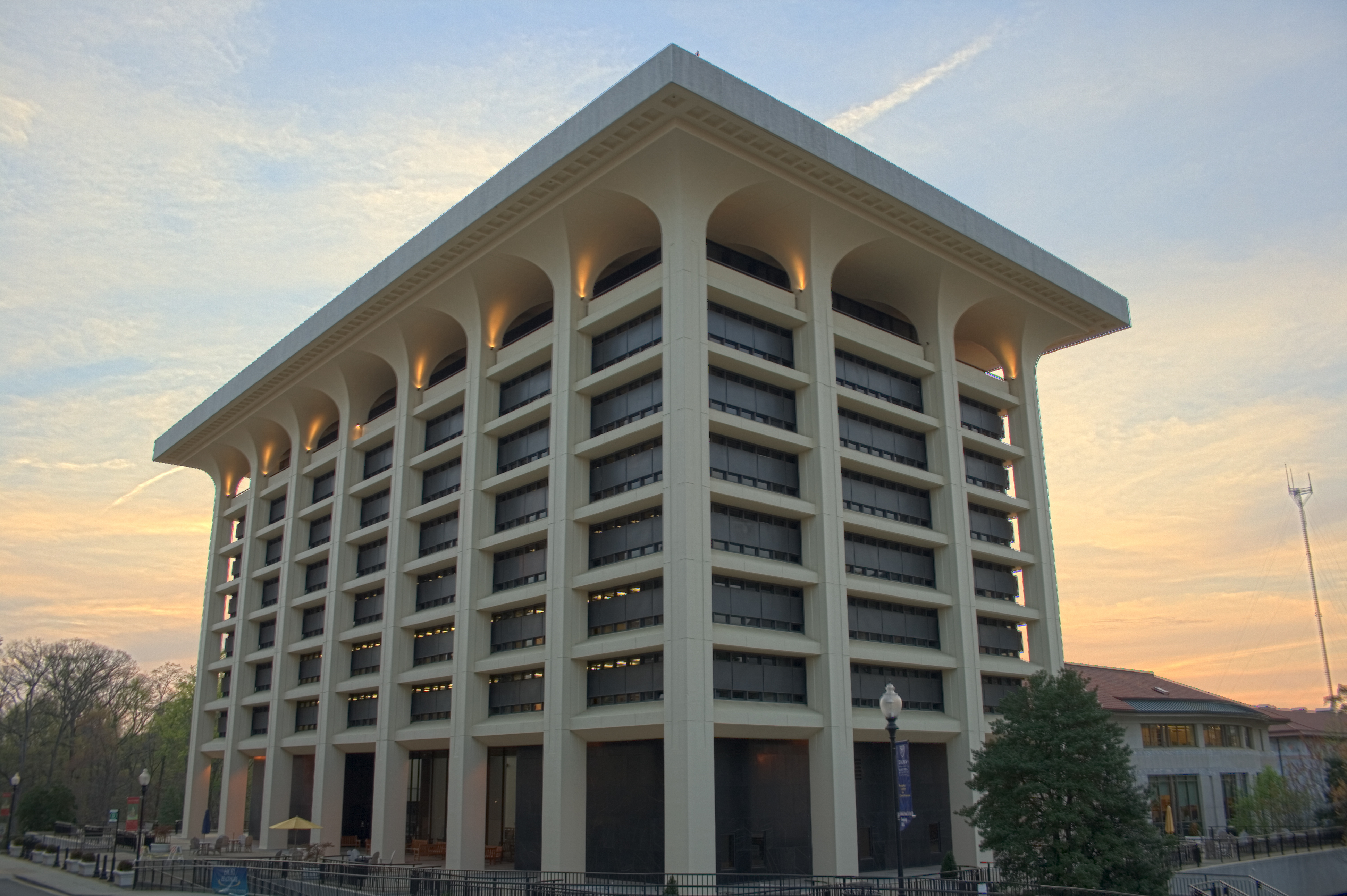
罗伯特·伍德拉夫图书馆

埃默里大學是研究图书馆协会成员。埃默里大學的图书馆系统拥有390万印刷和电子书籍以及8.3多万电子杂志。埃默里大學的图书馆系统包括罗伯特·伍德拉夫图书馆、伍德拉夫卫生科学中心图书馆、休·麦克米兰法学图书馆、詹姆斯·盖化学图书馆、皮茨神学图书馆、戈伊苏埃塔工商图书馆、玛丽安·海尔布隆音乐和媒体图书馆和斯图亚特·罗斯手稿、文献和珍奇书籍图书馆。罗斯图书馆藏有文学、非裔美国人历史和文化和南部和乔治亚历史的珍贵文献。尤其珍奇的藏品包括丹尼尔·笛福的《鲁滨逊漂流记》的首版以及弗兰纳里·奥康纳、愛麗絲·華克、朗斯顿·休斯、威廉·巴特勒·叶芝和谢默斯·希尼的作品。
专业图书馆专家为大学所有学术部门提供搜寻协助。年度颁发的罗伯特·伍德拉夫图书馆本科生搜寻奖奖励在他们的学习研究中大量使用罗伯特·伍德拉夫图书馆收藏和显示出他们研究技巧中的关键分析能力的本科学生。
2012年《普林斯頓評論》把罗伯特·伍德拉夫图书馆评为美国最好的10个大学图书馆之一。2013年康德勒神学院的皮茨神学图书馆被评为“世界上最美的大学图书馆”之一。

### 名誉和排榜
2016-17年埃默里大學被《美国新闻与世界报道》列为美国大学里的第20名，在泰晤士高等教育世界大學排名里列全世界第82名。它被命名为一个“隐藏的常春藤盟校”和一个“新常春藤盟校”。許多懷有常春藤夢的學子最終都到該校就讀。《商业内幕》称埃默里大學为“美国最聪明的50座高校”之一。它的写作课程被看作是美国最好的之一，《赫芬顿邮报》和《今日美國》都把它列为美国作家最好的高校第一名。《美国新闻与世界报道》把埃默里大學的课程一致性地列入它们的领域里最有竞争力的之一。2015年生物医学工程系的课程连续九年排美国第二。2017年内尔霍奇森伍德拉夫护理学院排美国护理研究生第4名。2015年埃默里大學医学院排美国最好的医学研究学校第23名。2015年罗琳斯公共卫生学院排美国公共卫生学校第7名。2015年大学医学院的医生助理课程排美国医生助理课程第3名。埃默里大學被评为美国退役军人学校第16名。

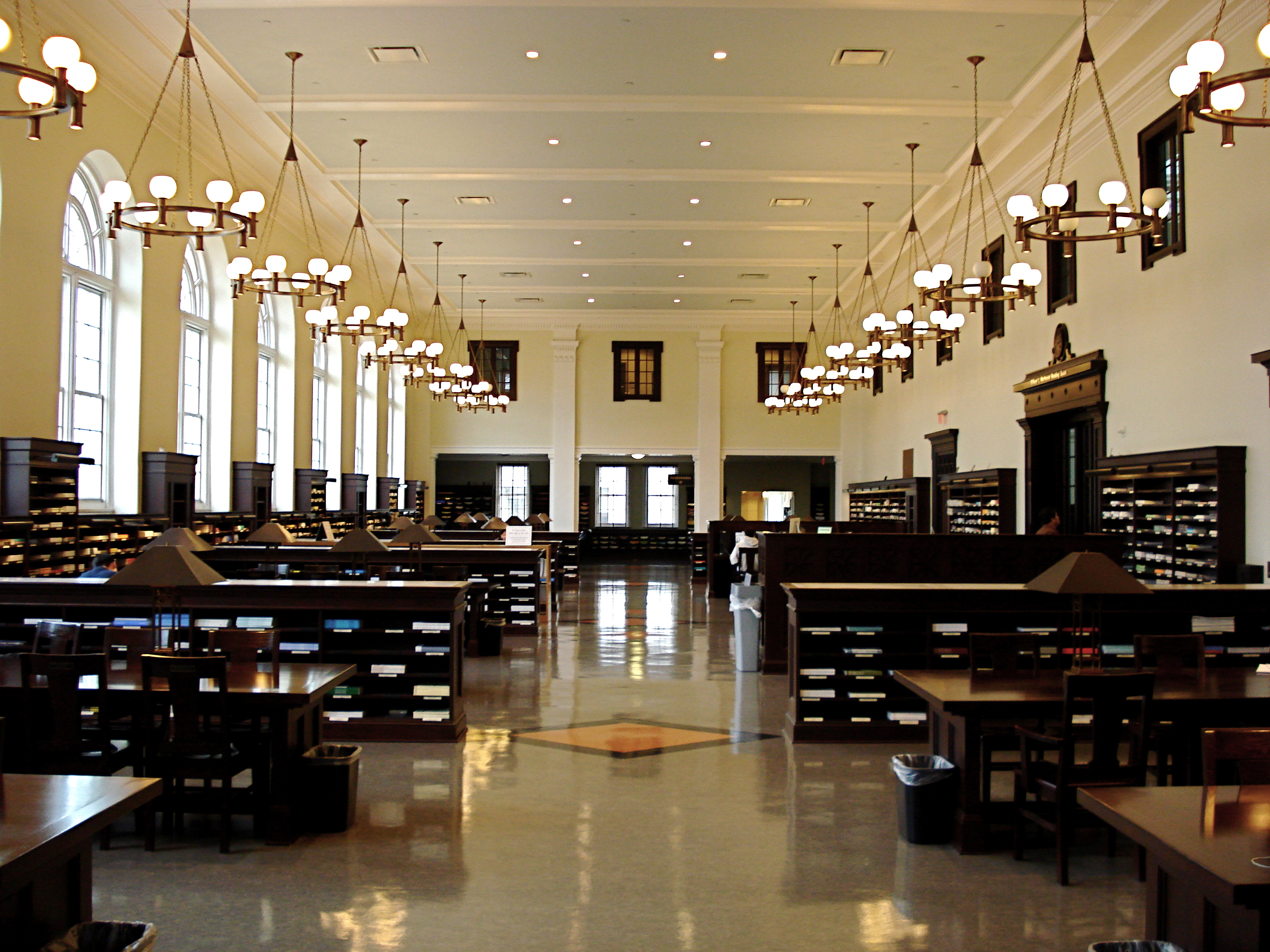
罗伯特·伍德拉夫图书馆

在《美国新闻与世界报道》的排名里埃默里大學的免疫学在全世界排第13名，微生物学第22名，心理学第28名，社会科学和公共卫生第29名，临床医学第32名，神经科学和行为学第37名，药理学和毒物学第45名，生物化学第50名，分子生物学和遗传学第67名，在美国它的社会心理学排第六名，行为神经科学排4第11名，临床心理学排第18名，政治科学排第25名，英语排第26名，生物科学排第30名，化学排第35名，社会学排第35名，心理学派第38名，统计学排第38名，经济学排第64名，数学排第65名，物理学排第85名。法学院在美国说有法学院里排第19名。2014年《普林斯頓評論》把埃默里大學法学院评为美国169座最好的法学院之一。《美国新闻与世界报道》把戈伊苏埃塔商学院评为美国商学院里第20名。2014年《彭博商业周刊》把戈伊苏埃塔商学院的商务经理学士课程评为美国第九名。2014年《经济学人》把戈伊苏埃塔商学院的商务经理硕士课程评为美国第13名。
2012年由一个律师公司领导的内部调查公布从2000年到2012年埃默里大學的招生办公室和机构研究成员蓄意向标准参考源和给学院和大学排榜的第三机构错报入学学生的标准测试分数和班级排榜。比如办公室报89%的学生在他们的班级里以最高10%的分数毕业，实际上只有75%的学生达到这个分数。调查后负责谎报的人员被解雇或者辞职，大学向公众道歉。2012年和2013年大学采取了一些矫正措施，包括雇用独立数据顾问来保证未来数据采集和报告的精确性。

### 研究

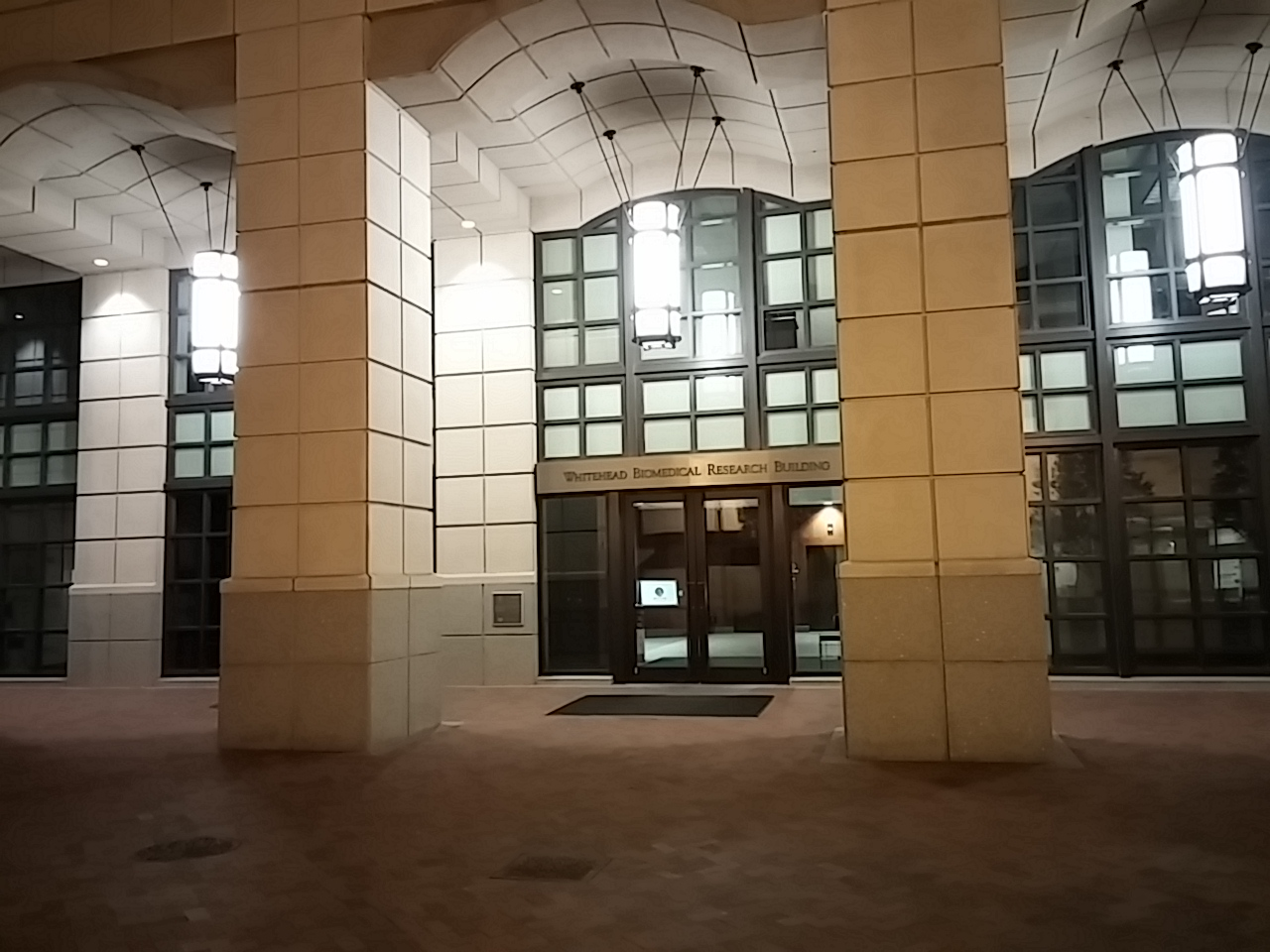
生物医学研究楼

卡内基高等教育机构分类把埃默里大學定为“研究活动非常高”。按照高等教育紀事報埃默里大學是美国大学里平均研究支出第五高的。它是美国公共研究机构里发现新药物和疫苗第四高的。基础医药大学联盟把埃默里大學评为所有美国和加拿大对全球健康和研究作出贡献的大学中的第六名。2015年埃默里大學从其它基金机构获得5.724亿美元。埃默里大學是获得美国國立衛生研究院博士前国家研究奖金人数最高的。
埃默里大學和美国疾病控制与预防中心有紧密的合作。1947年大学向美国卫生及公共服务部捐献了15公顷地来建筑疾病控制与预防中心的总部。埃默里大學的预防研究中心和受伤控制中心是疾病控制和预防中心资助的。埃默里大學的非洲公共卫生安全卓越中心是埃默里大學与疾病控制与预防中心以及国家公共卫生研究所国际协会合作的五年数百万基金项目，其目标是提高低收入国家对卫生威胁的准备和反应。埃默里大學全球水安全与疾病控制和预防中心合作应用研究、估价和训练来通过改善获得干净的水、排污和卫生促进全球卫生平等。由比尔及梅琳达·盖茨基金会资助的埃默里大學全球卫生研究所与疾病控制和预防中心合作来提高低资源国家的公共卫生基础设施。2003年嚴重急性呼吸系統綜合症爆发后疾病控制和预防中心设立了埃默里大學附属医院隔离单位和检疫站。埃默里大學的隔离和治疗设施在2004年美国埃博拉病毒爆发事件里起了关键作用。疾病控制了预防中心的科学家和管理人员也使埃默里大學免疫晚餐俱乐部的成员，并经常在那里演讲。这个俱乐部每月举办学术会议讨论疫苗研究的进展。2015年埃默里大學成为疾病控制和预防中心的预防震中项目成员。这个研究项目是由疾病控制和预防中心的卫生质量促进部领导的，它与学术专家一起研究创新的流行病控制和预防措施。
2015年埃默里大學、倫敦衛生與熱帶醫學院、印度公共卫生基金会和全印度医学科学研究所在印度新德里创办慢性病症控制中心。其目的在于改善糖尿病、心脏病、癌症、精神病和创伤在印度的预防和治疗。
国家公共卫生研究所国际协会的基地位于埃默里大學。2006年比尔及梅琳达·盖茨基金会授予埃默里大學为期五年的2000万美元捐款设立了这个协会。2015年比尔及梅琳达·盖茨基金会又授予埃默里大學和疾病控制和预防中心7500万美元创办儿童健康和死亡率防治监测网络。

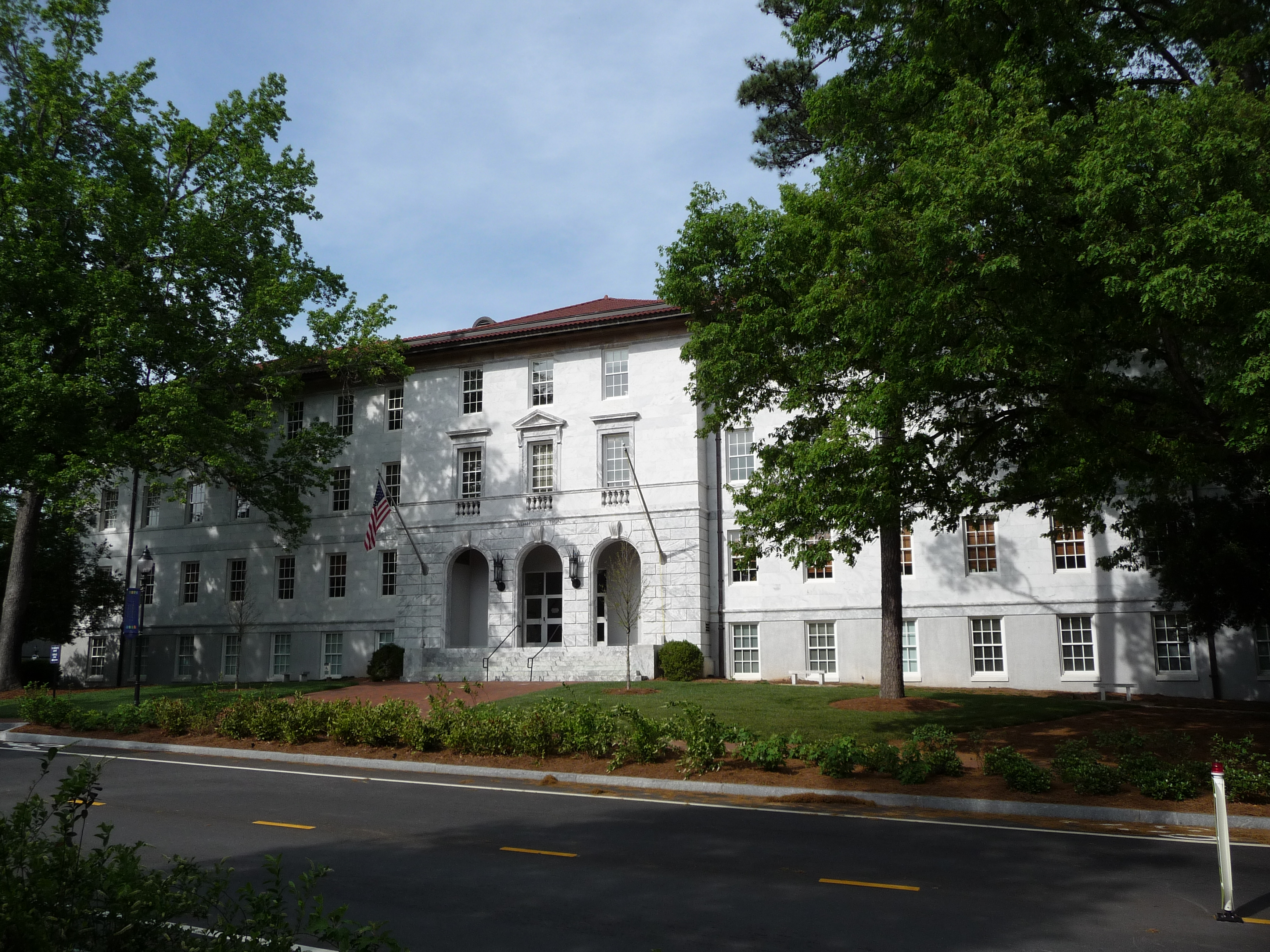
道曼管理楼

美国卫生及公共服务部的國立衛生研究院给埃默里大學的研究提供大量资金。2015年其资助达3亿美元。2015年埃默里大學是被美国国家过敏症和传染病研究所选中授予为期七年的上百万资金来研究肺结核的四座学院之一。这个项目的目的在于促进创新结核研究，减缓这个病对全球的负担。2015年一个由埃默里大學领导的研究合作从國立衛生研究院 获得了一份为期五年，金额为1500万美元的资金研究免疫系统对水痘带状疱状病毒的反应以及针对肺炎鏈球菌的疫苗。大学还从国立卫生研究所获得为期五年，金额为900万美元的资金支持三个国家研究中心之一合作研究X染色體易裂症。这份资金是对埃默里国家X染色体易裂症中心的延长，国立卫生研究所对这个项目的资助已经长达10年多。2015年大学从国立卫生研究所的国家心肺血液研究所获得为期五年多的890万美元资金促进对活性氧类和发炎对血管功能的影响，和探索针对动脉粥样硬化和大動脈瘤治疗和预防的新办法。2015年大学从国立卫生研究所获得为期五年800万美元的资金开发和验证过去的免疫经验对流感病毒促生的免疫反应的数学模型。这个研究的目的在于制造和推广有力的、用户方便的模型工具使得广大研究社群能够开发更有效的疫苗。2015年大学从国立卫生研究所获得为期五年360万的资金测试母方紧张对非裔美国人儿童脑功能、发展和行为的影响，包括脑与微生物组之间的生物化学联系。2015年大学从国立卫生研究所美国国家癌症研究所获得为期五年资金350万美元开发为癌症研究服务的信息技术。温希普癌症研究所和埃默里医学院的科学家将使用这笔金费来开发使用癌症图像“大数据”帮助癌症研究社群获得新观点的软件工具以及开发新的开源癌症研究软件。2015年大学从国立卫生研究所传染病研究国际合作来支持埃默里疫苗中心和印度新德里国际遗传工程和生物技术中心的合作，其目的在于研究印度的登革热病毒。
埃默里大学艾滋病研究中心和埃默里疫苗中心使全球领先的艾滋病疫苗研究机构，由九所国立卫生研究所和佐治亚科研联盟资助。这两个中心是全球最大的学术疫苗科学家组之一，目前在努力开发有效的艾滋病疫苗。埃默里科学家丹尼斯·里奥塔等发现了恩曲他滨，一种治疗艾滋病的逆转录酶抑制剂。这个药物被世界卫生组织定为最重要的抗病毒药物之一，并被列入世界卫生组织基本药物标准清单。
埃默里大学是全球领先的埃博拉出血热治疗和研究机构。在2014年埃博拉爆发过程中，埃默里大学是成功治疗被输出的人员的三座机构之一。美国卫生及公共服务部任命埃默里大学为国家埃博拉训练和教育中心的领导协调中心。大学将在今后五年里与内布拉斯加大学医学中心、纽约市大众健康与公立医院总公司、疾病控制与预防中心和应急准备和响应的助理部长办公室在这个项目里一起获得1200万美元资金。
这个项目将协助训练医务服务提供者和设施管理埃博拉和其它紧急流行病。其目的在于开发衡量设施和卫生人员护理埃博拉病人的准备状况的指标，评定州和地区埃博拉治疗中心，制造护理可能患埃博拉和其它特殊病的病人的教育材料，以及向公共卫生部门和卫生设施提供技术和训练协助。大学还从美国国防部的國防高等研究計劃署获得为期三年1080万美元的资金，领导由十个机构组成的队来促进多系埃博拉病毒的治疗和免疫。2015年埃默里从疾病控制与预防中心获得为期三年的220万美元资金防止感染病，包括埃博拉，在卫生设施的传播。
埃默里大學和佐治亚理工学院有紧密的研究合作关系。2015年埃默里大學和佐治亚理工学院获得國立衛生研究院830万美元资金建造国家暴露评估实验室。该实验室将研究环境化学物质对儿童健康的影响。2015年两座学院从国家科学基金会获得为期五年的290万美元资金设立新的学士、硕士和博士学位血液以及集中对护理机器人的研究，这使美国东南部第一个这样的项目。2015年埃默里大学、佐治亚理工学院和亚特兰大儿童卫生服务获得囊肿性纤维化基金会授予的为期四年，总额180万美元的资金扩大亚特兰大囊肿性纤维化研究和开发项目。2015年埃默里大學和它的合作伙伴一起管理美国第二大囊腫性纖維化患者人群。2015年默里大學和佐治亚理工学院一起从科尔特横向研究伙伴项目获得160萬美元资金加速九项有商业前途的科技研究。
2015年埃默里大学从负伤战士项目获得1500万美元资金建造“战士护理网络”和开发创新性治疗老兵創傷後心理壓力緊張症候群和创伤性脑损伤的方法。
2015年埃默里大学和南佛罗里达大学一起从约翰·福格迪国际中心获得为期五年的250万美元资金研究农业作业方式与传染病传播的关系。

## 校园

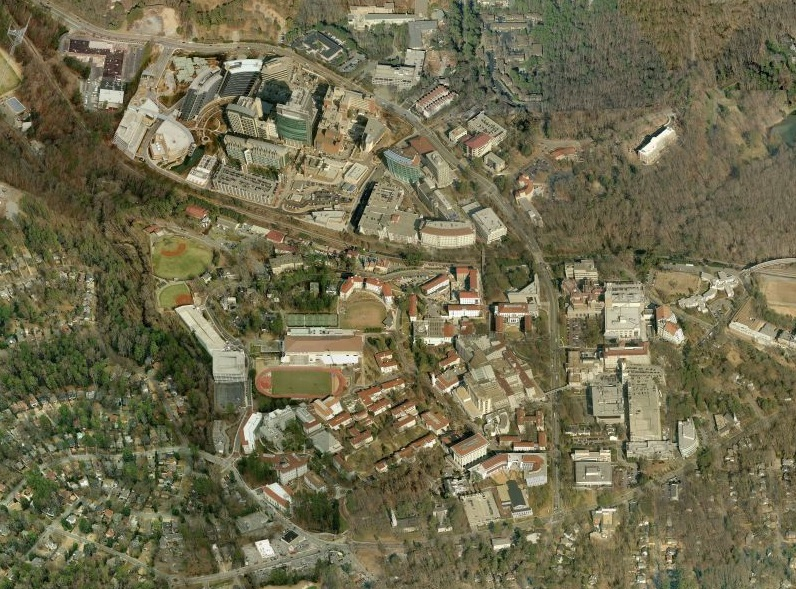
埃默里大学主校园空照

埃默里大学的主校园是20世纪初建成的，它位于亚特兰大的市区德鲁伊山，面积600公顷。校园里有大量松树、枫树和木兰林，一条小溪流过校园。2015年植树节基金会把埃默里校园评为美国树木校园。校园的大多数建筑有多色的花岗岩和西班牙萨尔提略瓦片建成。校园是拥有美国最多有美國綠建築協會证书的建筑物的校园之一。2015年位于西雅图的学校评判机构贝斯特学院把埃默里评为10个“最好的学院校园”之一。
埃默里大学医院、拥有美国东南部州最大的古代藏品的迈克尔·卡洛斯博物馆、乔治亚第一座也是唯一的一座由国家癌症研究所指定的温希普癌症研究所、國立衛生研究院资助的八座灵长动物研究所之一的耶基斯国家灵长动物研究中心和其它多个学术、艺术、医学和学生机构位于校园上。校园上有十座本科生宿舍。美国疾病控制与预防中心、美国癌症协会、亚特兰大儿童医院和埃默里点位于校园附近。
2015年化学中心扩建翻修完工，总价格5200万美元。这座27万平方英尺的新建筑拥有最先进的实验室、互动教课和学习面积和一座化学图书馆。霍华德·休斯医学研究所资助120万美元提高和现代化大学的化学课程。
罗伯特·伍德拉夫图书馆的附属建筑里有一副1920年代复制的巴特尔·托瓦尔森的《亚历山大之胜》的壁画。壁画显示亚历山大大帝和他的军队在高加米拉戰役战胜阿契美尼德王朝后进入巴比伦的情景。
1996年夏季奥林匹克运动会在亚特兰大举办期间美国女子体操队在埃默里大学校园上扎营。该队获得美国首枚女子团体全能金牌。校园上还有许多国际官员和记者过夜，并成为运动员的训练场地。校园上的舞厅成为国际媒体的新闻中心。
埃默里大学初始的校园位于乔治亚州牛津，是1836年建立的。今天这个56公顷的校园是埃默里大学牛津学院的校园。在美国内战期间它曾经是军队总部和医院。许多建筑物是新古典主义建筑和哥德復興式建築。1975年美国國家史蹟名錄把该校园定为牛津历史建筑区。

## 学生生活
|                        | 本科和专科学生 | 美国人口普查 |
| ---------------------- | -------------- | ------------ |
| 亚裔和太平洋岛屿       | 22%            | 5%           |
| 非裔                   | 10%            | 12%          |
| 西班牙裔               | 5%             | 16%          |
| 白人（不包括西班牙裔） | 39%            | 64%          |
| 混血儿                 | 6%             | 9%           |
| 国际学生               | 14%            | N/A          |

### 学生
2015-2016学年里埃默里大学共有14724名学生，其中7803名本科生，6921名专科和专业学生。学生来自美国所有50个州以及65多个国家。学生对教师的比例为7:1，班级平均有25名学生。2018届的1389名学生里白人占46%、亚裔占31%、黑人/非裔美国人占10%、拉丁美洲/西班牙裔占9%，其它没有区划的占3%；56%是女学生，44%是男学生。2014-2015学术年埃默里大学颁发了4568份毕业证书，其中2366份本科毕业证书，2202份专科毕业证书。埃默里大学新生平均入学分数在3.70-3.97之间。

### 艺术
学生可以参加表演艺术和精美艺术的课程，或者把它们作为业余活动。本科生可以主修表演艺术（舞蹈、戏剧或者音乐）或者电影艺术、艺术史、视觉艺术或者创意写作。专科学程包括艺术史、电影和音乐。学校里有50多个从事艺术的学生组织。学生可以探索建筑、霹雳舞、诗词和即兴喜剧的兴趣。在史瓦茨表演艺术中心埃默里经常主办向埃默里和亚特兰大社群开放的艺术活动。一个名为创造性谈话的项目把艺术家邀请到校园上讨论艺术和创造过程。受邀者包括菲利普·格拉斯、吉米·卡特、薩爾曼·魯西迪、谢默斯·希尼和丽塔·达夫。2013年丽塔·达夫还做了一次主题演讲。

### 体育
《美国新闻与世界报道》的最好美国大学列表和美国高校体育校长协会校长杯均把埃默里大学的体育课程评为最佳全面体育课程。埃默里大学属于大學運動聯盟 (UAA)，在第三级联赛参赛。该校的18个不同的校队队徽是一只鹰。

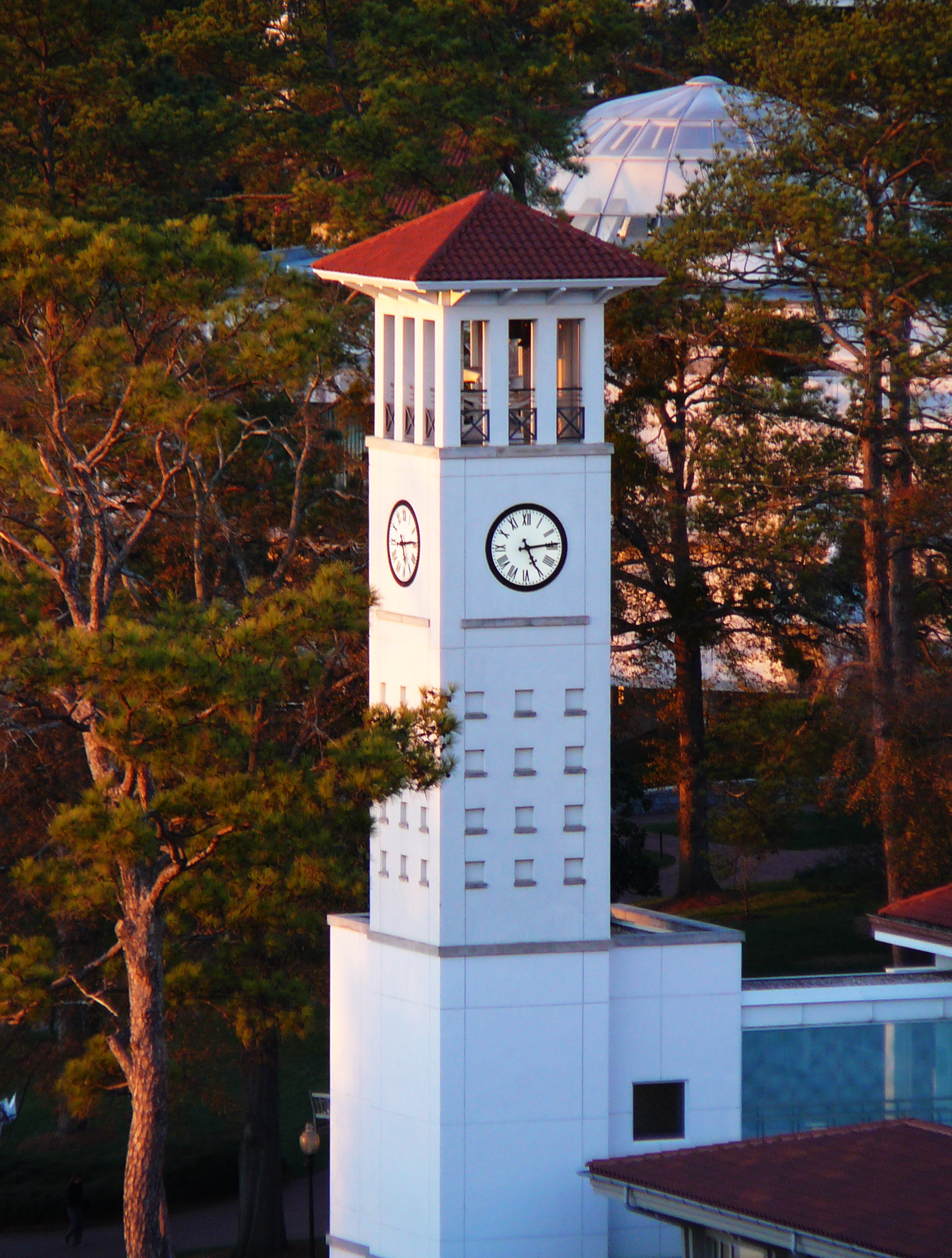
克科斯厅的钟楼

### 巴克利讲坛
巴克利讲坛辩论教育中心是埃默里大学的一个跨学科辩论组织。它是以第35任美国副总统，埃默里大学毕业生阿尔本·W·巴克利命名的。从1837年开始大学里就有辩论的习性，跨学科辩论使1914年设立的。埃默里的巴克利讲坛辩论队曾经三次获得美国辩论比赛冠军，25名多演讲者曾经获得冠军奖。

### 社群服务
2008年埃默里大学获得总统普遍社群服务奖，这是美国颁发给向社群提供服务、教育服务和公民参与的高等教育机构的最高奖励。约25%的学生参加埃默里志愿者，这是埃默里大学社群服务的总群，它是校园上最普遍的群。埃默里志愿者有十多种服务社群的方法，他们与亚特兰大社群食品银行、亚特兰大树木、亚特兰大爪和约翰男女孩等不同的组织合作。埃默里护理国际服务日把学生、毕业生和社群成员聚集在一起，在一系列由埃默里大学和它的许多合作组织一起组织的项目里义务服务，这些项目遍布亚特兰大市和全世界其它城市。

### 校刊
《埃默里轮》是埃默里大学的一份校刊。它每周出版两刊，在学期里每星期二和星期五出刊，并不断翻新其网上版。这份报纸从1919年就已经开始出版了，它的编辑和经费完全是独立的，不依靠大学。除总经理外所有职员都是学生，总经理的任务在于监督广告，他的薪水由报纸出。

### 外国项目
通过国际外国项目中心埃默里大学学生可以在全世界40多个国家的顶尖学术机构学习，其中包括新加坡国立大学、京都美国大学协会、南京大学、牛津大学、伦敦帝国学院、倫敦大學亞非學院、延世大學、都柏林三一学院、圣安德鲁斯大学、墨尔本大学、阿姆斯特丹大学、开普敦大学和臺拉維夫大學。

### 住校生活
从1840年开始埃默里大学校园上就开始有兄弟会了。一份早年年书认为埃默里大学的“神秘七宗庙”是美国全国性兄弟会在南方的第一个分支。今天希腊字母联谊会和兄弟会是埃默里大学校园上的印个重要成分。30%的本科生参加希腊字母联谊会或兄弟会。希腊生活办公室认可和协调校园上的兄弟会和联谊会分会。兄弟会在校园里有一系列房子。希腊生活是学生交往的重要因素，但它们不是排外的——不同联谊会和兄弟会互相之间经常交往，学校强调在校居住帮助学生在希腊系统内外交朋友。校内体育向整个埃默里社群提供体育运动项目。埃默里有众多体育俱乐部和不同的休闲和竞赛校内体育队。埃默里室外组织资助周末外游室外活动如漂流、攀岩和远足。

### 学生组织
埃默里大学的校园里有数百学生俱乐部和组织，其中包括众多学生会、倡导团体和公共服务组织。学生会协会辅导和为其它学生组织提供大多数资金，在学校管理面前代表学生利益。学生会协会监督系议会，大学的每个本科、专科和专业学校都有一个系议会。其中比较著名的有学院议会，它主要处理埃默里艺术和科学学院的本科生的问题以及每年资助田径比赛。戈伊苏埃塔商学院的工商管理学士议会在该学校里处理类似问题。学生项目议会主要组织大学里的五次主要庆典。埃默里大学也有一些秘密结社。可口可乐和埃默里大学有一项合作关系，可口可乐公司在五年里提供300万美元资金资助埃默里的“学习服务”，在这些项目里埃默里学生资源参加保护自然远足路径、建造市内农场和社区公园。埃默里大学也有众多黑人学生组织。

## 著名人物
- 吉米·卡特：美国第三十九任总统，2002年诺贝尔和平奖获得者。
- 渥雷·索因卡：奈及利亞詩人和劇作家，1986年諾貝爾文學獎得主，第一個獲得該獎的非洲人。曾任埃默里大学傑出訪問教授。
- 諸熊奎治：日本化學家，諾貝爾化學獎候選人，埃默里大學榮譽教授。
- 哈金：本名金雪飛，英文筆名Ha Jin，華裔美國作家。曾於埃默里大学教授詩歌和小說創作課程。
- 冯唐：中国当代作家，前麦肯锡公司合伙人，华润集团战略管理部总经理。
- 第十四世达赖喇嘛：西藏流亡政府领袖，1989年诺贝尔和平奖获得者，2007年获埃默里大学最高级荣誉教授。
- 韩启德：中华人民共和国全国人民代表大会常委会副委员长，九三学社中央主席。1985年至1987年埃默里大学药理系进修。
- 林乐知：卫理公会旅华美籍牧师，1858年埃默里大学毕业，1860年抵达上海传教，先后创办《上海新报》和《万国公报》等报纸，创建“中西学院”并参加创立东吴大学及中西女塾。
- 尹致昊：朝鲜李氏王朝时期维新派，韩国国歌《爱国歌》作者。1890就读埃默里大学。
- 陈法拉： 前香港無线电视演员，2005国际华裔小姐亚军。
- 胡佛：台灣中央研究院院士，台大政治系教授，國家榮譽講座教授。
- 舒红兵: 中国细胞生物学家、免疫学家，武汉大学副校长。
- 黃秀端：台灣東吳大學政治學系教授兼系主任。
- 紐特·金瑞契：美國共和黨政治人物，前美國國會眾議院議長、喬治亞州聯邦眾議員。

## 可口可樂大學
因可口可樂公司總裁伍德羅夫1970年代初曾給埃默里大學一次性捐贈了1.05億美元該公司股票，是當時美國高等教育史上最大數額的捐贈，令埃默里大學擁有充足資源以聘請優秀教職員及推行研究項目，亦因此埃默里大學被民間稱之為“可口可樂大學”。

## 外部連結
- 埃默里大学官方网站（页面存档备份，存于）
- 体育网站 （页面存档备份，存于）

## 外部参考
- "Emory University"，New Georgia Encyclopedia（页面存档备份，存于）。2016年12月26日查询
- "Emory University"，Encyclopedia of Southern Culture，编辑：C. R. Wilson 和 William Ferris (Chapel Hill: University of North Carolina Press, 1989).
- English, Thomas H. Emory University 1915–1965: A Semicentennial History. Atlanta: Emory University, 1966.
- Gleason, Jan. "Emory ranked 9th-best national university by U.S. News & World Report magazine" in Emory Report 50, no. 1 (1997).
- Hauk, Gary S. A Legacy of Heart and Mind: Emory since 1836 (Atlanta: Emory University, developed and produced by Bookhouse Group, Inc., 1999).
- Hauk, Gary S.  Where Courageous Inquiry Leads [Atlanta; Emory University, 2010.
- Young, James Harvey. "A Brief History of Emory University", in Emory College Catalog 2003–2005 (Atlanta: Emory University Office of University Publications, 2003), 9–15.